# انتقال بسته بر سونت/اس‌دی‌اچ
پاکت روی Sonet/SDH، مختصر شده POS یک پروتکل ارتباطی می‌باشد برای انتقال پاکت‌ها در فرم پروتکل Point to point (نقطه به نقطه) بر روی SDH یا Sonet، که هر دوی اینها پروتکل‌های استاندارد برای اطلاعات دیجیتالی ارتباط دهنده می‌باشند که از لیزر یا دیودها سبک بر روی فیبرهایی با نرخ‌های خطی بالا استفاده می‌کنند. POS توسط RFC به عنوان پروتکل نقطه به نقطه بر روی SoNet/SDH تعریف شده‌است. PPP یک پروتکل نقطه به نقطه‌است که به عنوان روش استاندارد ارتباطی بر روی خطوط نقطه به نقطه طراحی شده‌است. از زمانی که SoNet/SDH مورد استفاده چرخش پروتکل نقطه به نقطه هستند، PPP پوشش خوبی است برای استفاده از این خطوط ارتباطی . 